# Passala
Passala è un singolo del rapper italiano Nayt pubblicato il 24 gennaio 2020 dall'etichetta VNT1, distribuito dalla Sony Music.

## Tracce
Testi di William Mezzanotte, musiche di Davide D'Onofrio.
1. Passala – 2:24